# Solanum macranthum
Espèce
Synonymes
- Solanum crinitum

Classification phylogénétique
Solanum macranthum, aussi appelé « arbre patate », est une espèce d'arbres de la famille des Solanaceae, originaire du Brésil.
C'est le seul arbre de la famille des Solanaceae. Il peut atteindre 10 m de hauteur. 
Les feuilles, alternes, presque sessiles, au limbe fortement découpé et nervuré, avec les nervures périphériques piquantes, peuvent atteindre 30 cm de long.
Les fleurs bleues, de couleur pourpre et blanche, rappelant celles de la pomme de terre, peuvent atteindre 10 cm de diamètre.
Le fruit, une baie ronde et verte, est toxique.